# Berghs förlag
Berghs förlag är ett svenskt bokförlag som främst ger ut barn- och ungdomslitteratur. Berghs Förlag har bland annat gett ut de fyra första böckerna om Mulle Meck.